# 遮断抗体
遮断抗体（しゃだんこうたい、英: blocking antibody）は、抗原と結合しても反応を起こさず、他の抗体がその抗原と結合するのを防ぐ抗体のことである。遮断抗体のこの機能は、臨床や実験でさまざまな用途がある。
この用語は、抑制抗体、プロゾーン現象、凝集反応などにも用いられている。
遮断抗体は、単純ヘルペスウィルス-1型（HSV-1）が免疫系を回避するメカニズムとして説明されている。

## 臨床的用途
遮断抗体は、医学的または科学的にさまざまな方法で使用することができ、これまでに、癌（がん）やバセドウ病の治療、蚊のマラリアの増殖を防ぐために使用されている。

### がん治療
遮断抗体は、がん治療の臨床試験で使用されてきた。遮断抗体イピリムマブは、メラノーマ、腎細胞がん（RCC）、非小細胞肺がん（NSCLC）の臨床治療に効果的に使用されており、ある程度の成功を収めている。これは共抑制分子であるCTLA-4を阻害することで達成される。遮断抗体は腫瘍細胞を直接標的とするのではなく、CTLA-4の調節機能を阻害し、結果としてT細胞の機能を強化する。
新しい治療法の中には、プログラム細胞死タンパク質であるPD-1を阻害することで、T細胞の寿命が長くなるという仮説を立てているものもある。遮断抗体BMS-936559は、PD-L1に結合し、PD-1への結合を阻害することが示されている。
これらの新しい治療法には副作用がないわけではなく、さまざまな患者で免疫関連有害事象（irAE）が認められている。免疫細胞が宿主組織に対して通常持っている耐性が失われ、宿主細胞に永久的な損傷をもたらす可能性がある。

### バセドウ病
研究によると、遮断抗体がサイロトロピンに結合して阻害し、その結果、ヒト甲状腺細胞におけるcAMPレベルを低下させることが示されている。この相互作用は、主に、バセドウ病免疫グロブリンが多能性であることを示す方法として使用されており、この病気の治療の可能性を示すというよりも、複数の作用があることを意味している。

### マラリア
遮断抗体は、寄生マラリアのメロゾイト型に対してさまざまな機能を持っている。メロゾイト型である間、マラリア寄生虫は赤血球に侵入し、赤血球内で繁殖する。遮断抗体の中には、赤血球への侵入を阻害するものもあれば、阻害抗体の結合を阻害するものもあり、阻害抗体の存在にもかかわらず、メロゾイト型の赤血球への侵入を可能にしている。メロゾイトの侵入を阻害するモノクローナル抗体は、寄生虫抗原MSP-1（メロゾイト表面タンパク質1）に結合する。MSP-1への遮断抗体の結合は、二次処理の阻害をもたらし、メロゾイトが宿主赤血球に侵入することができなくなることが示されている。二次処理は、MSP-1のカルボキシ末端成分のメロゾイト表面での単一のタンパク質切断を伴う。MSP-1を阻害することで、マラリアの侵入と増殖を阻止し、マラリアに対するワクチンを作成する方法が提案されている。

## 参照項目
- 中和抗体